# Opperraad van de Aloude en Aangenomen Schotse Ritus voor het Koninkrijk der Nederlanden

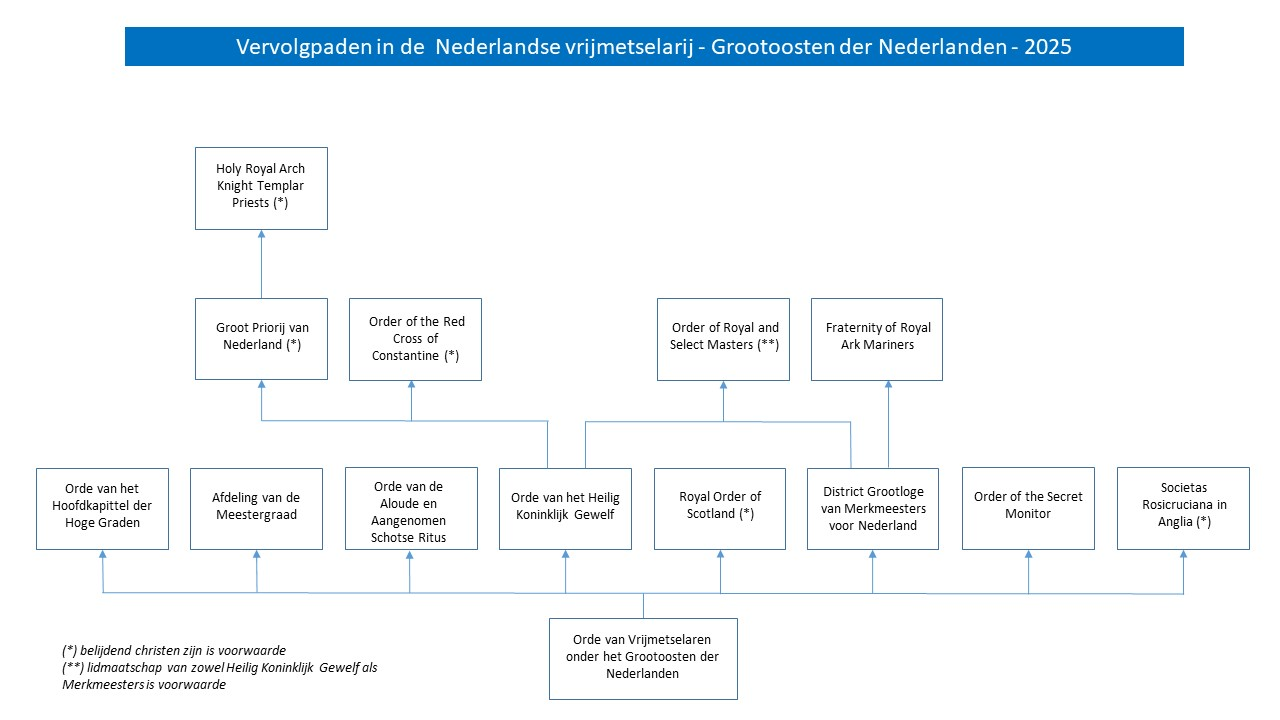
Vervolgpaden Grootoosten der Nederlanden

De Orde van de Aloude en Aangenomen Schotse Ritus in Nederland, voluit de Orde van Vrijmetselaren werkend onder de Opperraad van de 33e en laatste graad van de Aloude en Aangenomen Schotse Ritus voor het Koninkrijk der Nederlanden is een Nederlandse obediëntie, oftewel een koepel van vrijmetselaarsloges. Zij is opgericht in 1912 en werkt volgens de Aloude en Aangenomen Schotse Ritus. De loges worden binnen de Orde aangeduid als consistories. Lidmaatschap van een consistorie van de Orde van de Aloude en Aangenomen Schotse Ritus is een van de mogelijke vervolgpaden voor vrijmetselaren in Nederland vanuit de symbolieke – of 'blauwe' - loges van de Orde van Vrijmetselaren onder het Grootoosten der Nederlanden, waar de basisgraden van leerling, gezel en meester worden verleend. 
De Aloude en Aangenomen Schotse Ritus vindt zijn oorsprong in Frankrijk, en is na een aantal omwegen begin twintigste eeuw in Nederland ingevoerd. De ritus bestaat uit drieëndertig graden, de eerste drie hiervan worden in Nederland verleend als basisgraad in een symbolieke loge. Binnen de Orde wordt vervolgens gewerkt in de volgende graden:
- de vierde graad, Geheim Meester
- de veertiende graad, Volmaakt Uitverkoren Groot-Schot
- de achttiende graad, Ridder van het Rozenkruis
- de tweeëntwintigste graad, Ridder van de Koninklijke Bijl en Prins van Libanon
- de achtentwintigste graad, Ridder van de Zon en Prins-Adept
- de dertigste graad, Ridder Kadosh en Ridder van de Zwarte Adelaar
- de eenendertigste graad, Grootinspecteur-Inquisiteur-Commandeur
- de tweeëndertigste graad, Sublieme Prins van het Koninklijk Geheim
- de drieëndertigste graad, Soeverein Grootinspecteur-Generaal

Tot en met de 30e graad worden de genoemde graden verleend in een consistorie, waarbij de tussenliggende graden 'bij communicatie' oftewel administratief worden verleend. De 31e tot en met 33e graad worden verleend in bijeenkomsten van de Opperraad. De Aloude en Aangenomen Schotse Ritus is een van meest gebruikte riten in de hogere graden van de vrijmetselarij. Zij wordt wereldwijd toegepast in een groot aantal obediënties, in Nederland wordt zij niet alleen door de Orde van de Aloude en Aangenomen Schotse Ritus toegepast maar ook door de Orde van Le Droit Humain binnen de gemengde vrijmetselarij. De ritus bevat elementen uit de antieke wijsbegeerte, de gnostiek, het hermetisme, de kabbala en de alchemie.    
Leden van een consistorie zijn automatisch ook lid van de Orde. Om lid te kunnen worden van een consistorie en ingewijd te worden in de vierde graad moet men minstens een jaar meester vrijmetselaar in een symbolieke loge zijn.   
In het embleem van de Orde van de Aloude en Aangenomen Schotse Ritus wordt een dubbelkoppige adelaar afgebeeld, deze symboliseert zowel het hoogste gezag als het zich verheffen boven de materie. In zijn klauwen houdt de adelaar een zwaard vast met daaraan een banderol met de wapenspreuk van de Orde,  de Latijnse tekst Deus Meumque Jus wat staat voor 'God en mijn recht'. Dit is een verwijzing naar het recht van de mens om zelf naar waarheid te zoeken, wat hem gegeven is door de Allerhoogste. Het embleem kent ook varianten met meer tekstuele elementen zoals het motto van de Orde Ordo ab chao, wat staat voor 'Orde uit chaos', en de zogeheten trias (Latijn voor 'groep van drie') 'Eenheid - Verdraagzaamheid - Vooruitgang'.

## Structuur
Uit de leden van de drieëndertigste graad worden de leden van de Opperraad van de Aloude en Aangenomen Schotse Ritus benoemd, deze kent maximaal 33 leden. De Opperraad kiest uit haar midden een Soeverein Grootcommandeur, een Luitenant-Grootcommandeur, een Grootkanselier, een Grootsecretaris-generaal en een Grootthesaurier (penningmeester), in afspiegeling van het bestuur van een consistorie. Deze vormen samen het bestuur van de Orde.
Aan het hoofd van een consistorie staat een Commandeur, welke wordt bijgestaan door een Luitenant-Commandeur, een kanselier, een thesaurier en een ceremoniemeester. Zij vormen samen het bestuur van de consistorie, wat op zijn beurt wordt bijgestaan door een aantal meer ceremonieel gerichte functionarissen, ook wel officieren genaamd.

## Consistories
Anno 2024 zijn er veertien consistories actief binnen de Orde, waarvan tien in Nederland.
| Nr          | Naam                        | Jaar van consecratie | Zetel          |
| ----------- | --------------------------- | -------------------- | -------------- |
| ' Nederland |                             |                      |                |
| 1           | Fiat Pax                    | 1915                 | Amsterdam      |
| 2           | Jacques de Molay            | 1919                 | Den Haag       |
| 3           | Het Oosten                  | 1928                 | Velp           |
| 5           | De Ceders                   | 1963                 | Utrecht        |
| 6           | Wessel Gansfort             | 1964                 | Groningen      |
| 7           | Corona Borealis             | 1966                 | Alkmaar        |
| 8           | Hugo van Gijn               | 1966                 | Rotterdam      |
| 9           | Willem van Oranje           | 1968                 | Eindhoven      |
| 11          | Willem de Zwijger           | 1979                 | Bergen op Zoom |
| 13          | Thistle and Rose (*)        | 1991                 | Den Haag       |
| Curaçao     |                             |                      |                |
| 4           | De Vergenoeging             | 1953                 | Willemstad     |
| Suriname    |                             |                      |                |
| 10          | Concorida Creat Felicitatem | 1975                 | Paramaribo     |
| Aruba       |                             |                      |                |
| 12          | Solomon's Wisdom            | 1983                 | Oranjestad     |
| Zimbabwe    |                             |                      |                |
| 14          | Marandellas (*)             | 1995                 | Harare         |

(*) Engelstalig

## Geschiedenis

### Ontstaan
De Schotse Ritus komt - in tegenstelling tot wat de naam doet vermoeden - niet uit Schotland, maar is midden achttiende eeuw in Frankrijk ontstaan. Via de Franse koloniën kwam zij in Amerika, waar zij vandaag de dag nog steeds zeer in zwang is. De eerste Opperraad in  Europa werd in 1804 in Frankrijk opgericht, van daaruit verspreidde de ritus zich naar andere Europese landen.  

### Prins Frederik en de Schotse Ritus

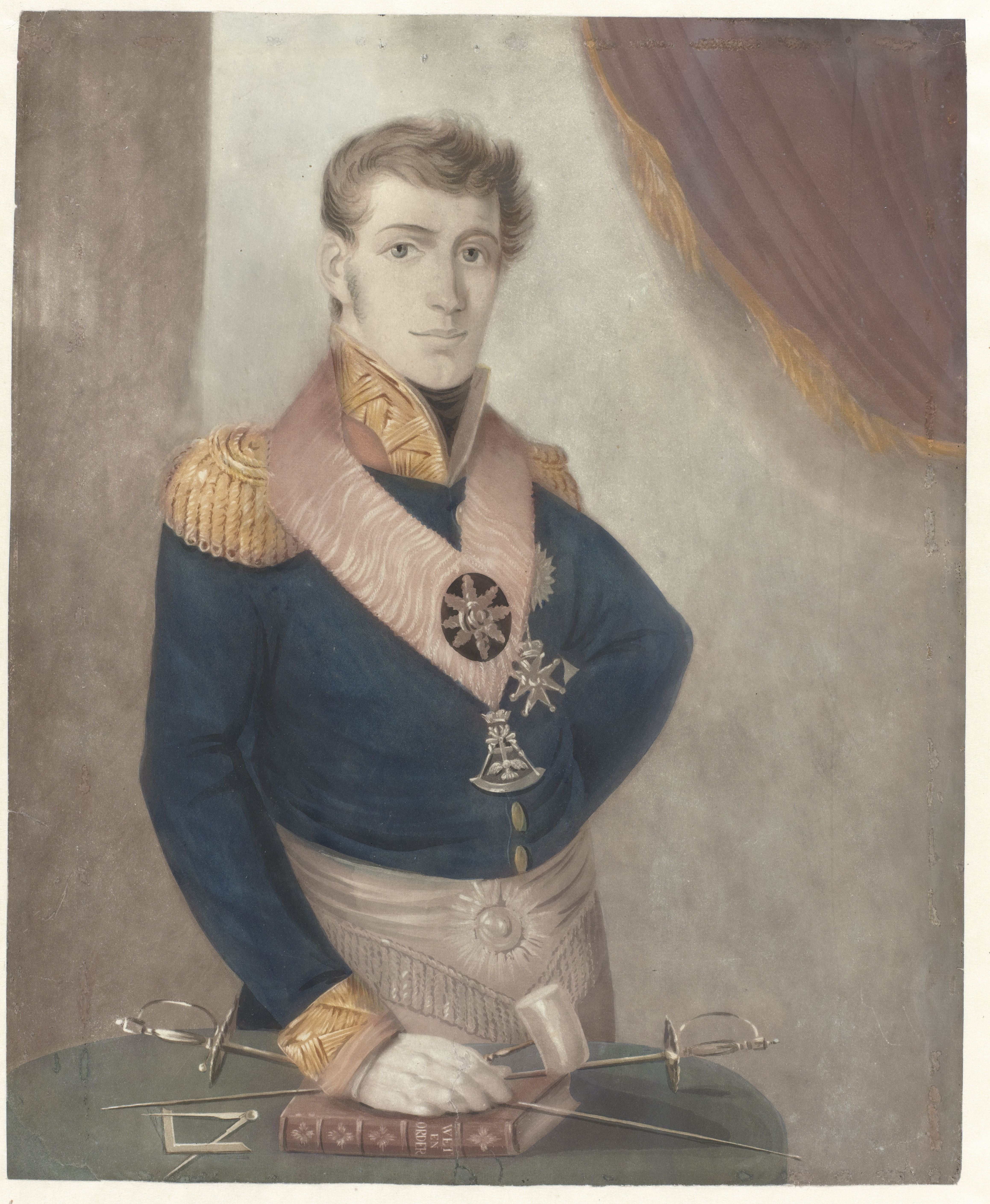
Prins Frederik der Nederlanden als Grootmeester. 1817 (Anoniem, collectie Rijksmuseum)

De overgang van de achttiende naar de negentiende eeuw ging gepaard met grote veranderingen in de Nederlanden. De Republiek der Zeven Verenigde Nederlanden werd ingelijfd door Frankrijk onder leiding van Napoleon Bonaparte en getransformeerd in een vazalstaat, initieel in de vorm van de Bataafse republiek en vanaf 1806 als het Koninkrijk Holland. In 1810 werd het land geannexeerd en volledig onderdeel van het Franse Keizerrijk. Na deze zogeheten Franse Tijd (1794 - 1814) ontstond het Verenigd Koninkrijk der Nederlanden, waarbij de zoon van stadhouder Willem V werd geïnstalleerd als koning Willem I. De tweede zoon van Willem I, prins Frederik, was gedurende 65 jaar (1816 - 1881) grootmeester van de symbolieke loges van de Nederlandse Orde van Vrijmetselaren.
Op 16 maart 1817 werd te Brussel een Opperraad van de Aloude en Aangenomen Schotse Ritus geconstitueerd voor het Verenigd Koninkrijk, de Supréme Conseil pour le Royaume des Pays Bas. Aan het hoofd van deze Opperraad werd initieel een Luitenant Grootcommandeur geplaatst, de functie van Soeverein Grootcommandeur bleef vacant omdat deze was gereserveerd voor prins Frederik. Deze weigerde echter de functie te aanvaarden, de prins was van mening dat de symbolieke graden het zwaartepunt moesten vormen van de vrijmetselarij waardoor hij kritisch stond ten opzichte van vervolgpaden.
Na de Belgische Revolutie in 1830 en de afscheiding van de Zuidelijke Nederlanden richtte de Opperraad zich met name op België, de naam werd in 1833 dan ook gewijzigd in Supréme Conseil pour la Belgique. De toepassing van de Schotse Ritus ontwikkelde zich in de loop van de negentiende eeuw in België steeds verder, in Nederland gebeurde op dit gebied echter vrijwel niets mede onder de invloed van prins Frederik.

### Invoering in Nederland

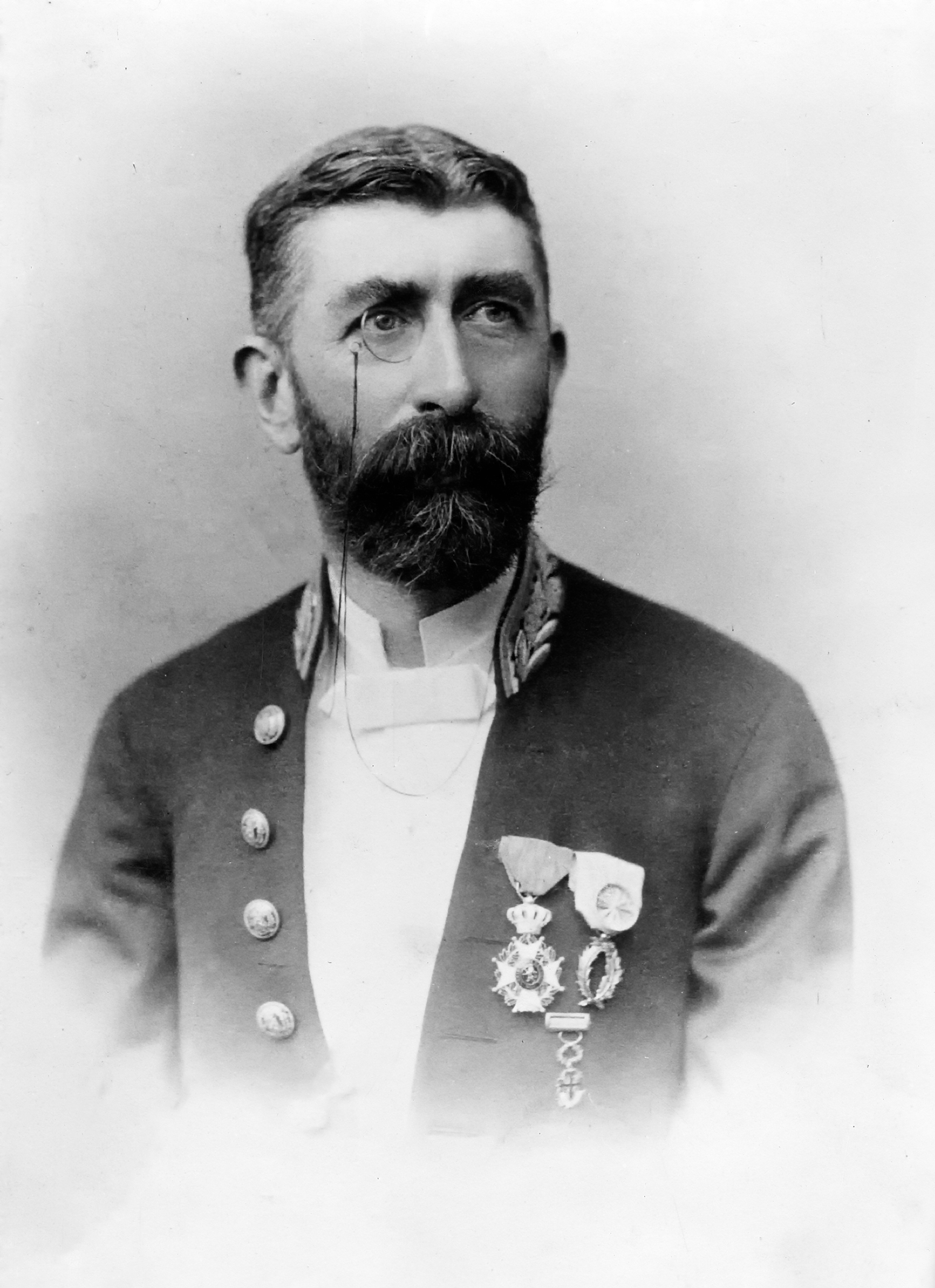
graaf Goblet d'Alviella, foto 1910

Na het overlijden van de prins in 1881 kwam de Aloude en Aangenomen Schotse Ritus steeds meer in zwang in de Nederlandse vrijmetselarij, en Nederlandse vrijmetselaren werden in België hierin ingewijd. In Nederland vormde de - nog steeds bestaande -  Orde van Vrijmetselaren onder het Hoofdkapittel der Hoge Graden het oudste en meest verbreide vervolgpad voor meester vrijmetselaren in Nederland, binnen deze Orde wordt de Franse ritus toegepast. De zevende en laatste graad hiervan, Soeverein Prins van het Rozenkruis, werd in België beschouwd als equivalent van de 18e graad van de Schotse ritus.
Deze ontwikkeling leidde er toe dat op 21 december 1912 een Opperraad van de Aloude en Aangenomen Schotse Ritus in Nederland werd geconstitueerd, in een rituele bijeenkomst onder leiding van de Soeverein Grootcommandeur van de Opperraad voor België, Eugène graaf Goblet d'Alviella. Deze laatste speelde ook een belangrijke rol bij de herziening van de ritualen van de Schotse Ritus. Als eerste Soeverein Grootcommandeur van de Opperraad in Nederland werd Simon Marius Hugo van Gijn verkozen, op dat moment grootmeester van alle obediënties in Nederland. 
Op 7 juni 1913 werd een convenant gesloten tussen de nieuwe Opperraad en het Hoofdkapittel der Hoge Graden. Dit convenant behelsde dat men elkaars soevereiniteit erkende, en dat de Opperraad voortaan alleen zou werken in de graden boven de 18e graad, en daartoe alleen leden aan zou nemen die binnen de Orde der Hoge Graden waren ingewijd in de graad van Soeverein Prins van het Rozenkruis. Deze laatste graad werd derhalve gelijkgesteld aan de 18e graad in de Schotse Ritus.

### Verdere ontwikkeling

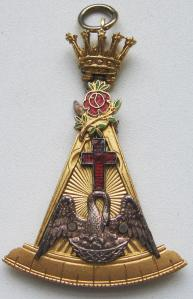
Juweel 18^{e} graad - Ridder van het Rozenkruis

Tot 1915 werd binnen de de Orde van de Aloude en Aangenomen Schotse Ritus in Nederland alleen gewerkt in bijeenkomsten van de Opperraad, daarna besloot men tot de oprichting van meerdere zogeheten areopagi. Een areopagus was geen zelfstandige vereniging maar een regionale 'werkeenheid' van de Orde, waarin werkzaamheden uitgevoerd konden worden tot en met de 30e graad. De werkzaamheden daarboven bleven voorbehouden aan de Opperraad.
Tijdens de Tweede Wereldoorlog moesten de Orde en haar aeropagi de werkzaamheden staken, daar de Duitse bezetter alle activiteiten rondom vrijmetselarij verbood. Een dieptepunt was dat Soeverein Grootcommandeur Hermannus van Tongeren, tevens Grootmeester Nationaal van de symbolieke graden en de Hoge Graden, gevangen werd genomen en op 29 maart 1941 overleed in het concentratiekamp Sachsenhausen. 
Na de bevrijding in 1945 werden de werkzaamheden weer ter hand genomen, onder meer met hulp van Amerikaanse vrijmetselaarsorganisaties. Het aantal leden nam gestaag toe, en er werden opnieuw betrekkingen aangegaan met een groot aantal buitenlandse Opperraden, zoals dat voor de oorlog ook al het geval was geweest. In 1976 werd besloten om niet langer van areopagi te spreken maar van consistories.  
In 1989 werd het convenant van 1913 tussen de Orde van de Aloude en Aangenomen Schotse Ritus en de Orde der Hoge Graden beëindigd en gingen beide obediënties in eerste instantie onafhankelijk van elkaar verder, waardoor de consistories van de Schotse Ritus ook in de 4e tot en met de 18e graad konden werken. Op 16 april 1997 werd een nieuw convenant ondertekend waarin werd afgesproken dat leden van de Orde der Hoge Graden minimaal een jaar na inwijding zich konden aanmelden bij de Schotse Ritus om daar te worden ingewijd in de 22e graad. In 2008 werd uiteindelijk besloten toch weer volledig onafhankelijk van elkaar verder te gaan. 

## Souverein Grootcommandeurs

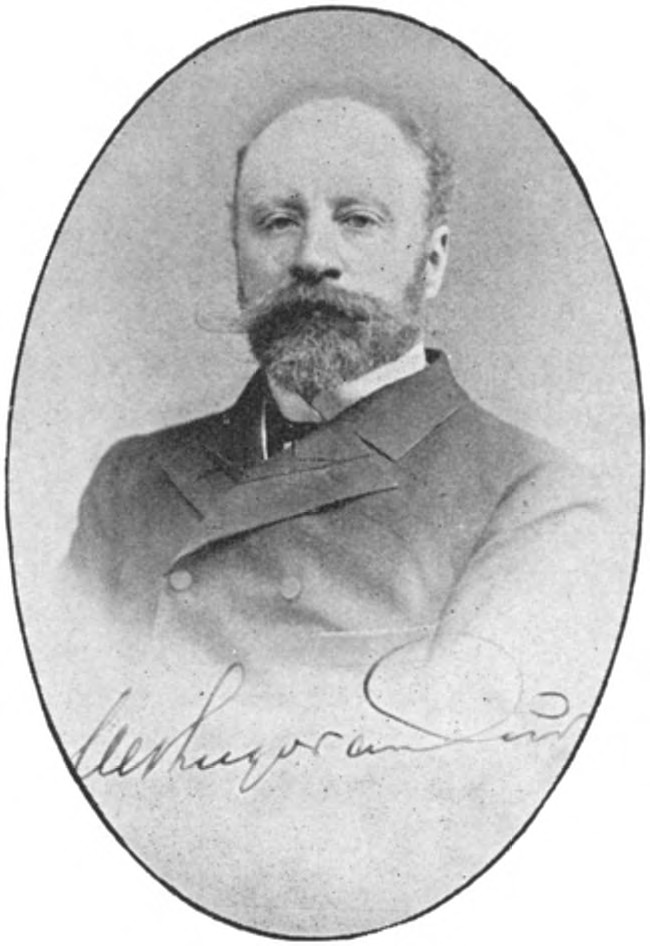
Simon Marius Hugo van Gijn, Souverein Grootcommandeur 1912-1920

In onderstaande tabel een overzicht van de Soeverein Grootcommandeurs tot de jaren tachtig van de twintigste eeuw.
| Periode   | Naam                           |
| --------- | ------------------------------ |
| 1912-1920 | Simon Marius Hugo van Gijn     |
| 1920-1932 | Mr. P.G.H. Dop                 |
| 1932-1941 | Hermannus van Tongeren         |
| 1941-1946 | vacant                         |
| 1946-1956 | Mr. dr. L.J.J. Caron           |
| 1956-1961 | M. ten Cate                    |
| 1961-1971 | Ir. W.B.I. Hofman              |
| 1971-1976 | Prof. dr. C.R. Ritsema van Eck |
| 1976-1989 | Mr. B.J.D. Alberts             |

1. 1 2 3 4  Tevens Grootmeester van het Grootoosten der Nederlanden
2. 1 2 3 4  Tevens Grootmeester van de Orde der Hoge Graden
3. 1 2  Tevens voorzitter van de Kamer van Administratie van de Afdeling van de Meestergraad

## Trivia
Enkele wetenswaardigheden:
- Op 5 september 1817 werd te Nijmegen een militaire loge opgericht met de naam 'Les Amis Réunis', welke op 20 september werd geïnstalleerd en werkte in de Aloude en Aangenomen Schotse Ritus. Zij was evenwel zonder toestemming binnen het rechtsgebied van de Nederlandse Grootloge gevestigd en werd daarom niet erkend. De loge hield op te bestaan in de loop van 1821.
- Hoewel er in de negentiende eeuw in Nederland vrijwel niet werd gewerkt volgens de Aloude en Aangenomen Schotse Ritus, was er in 1843 toch sprake van een consistorie Silentio et Spe (Stilte en Hoop) in Amsterdam. Deze consistorie was gesticht door een veertiental leden van de symbolieke loge 'Willem Fredrik' waaronder Jacob van Lennep. Van deze consistorie is echter verder weinig bekend.
- Het convenant van 1913 tussen het Hoofdkapittel der Hoge Graden en de Opperraad van de Schotse Ritus staat ook wel bekend als het 'pettenconvenant'. De Grootmeester Nationaal van de Hoge Graden, Simon Marius Hugo van der Gijn en de Grootkanselier mr. Willem Adriaan baron van Ittersum, vervulden de vergelijkbare functies binnen de Opperraad van de Schotse Ritus. Zij tekenden dus het convenant eerst namens het Hoofdkapittel, ‘zetten hun andere pet op’ en tekenden daarna namens de Opperraad.
- In de loop van de twintigste eeuw ontstonden in zuidelijk Afrika een zestal areopagi - later consistories -  onder jurisdictie van de Opperraad van de Aloude en Aangenomen Schotse Ritus in Nederland. Een vijftal hiervan was gevestigd in Zuid-Afrika, en een in Zimbabwe. Op 28 november 1992 werd in Kaapstad een zelfstandige Opperraad voor Zuid-Afrika opgericht waarbij alle genoemde consistories hier naar toe overgingen. De Zimbabwaanse consistorie 'Marandellas'  koos er later voor toch onder verantwoording te blijven van de Nederlandse Opperaad.
- In 1926 werd in Semarang, in Nederlands-Indië, de areopagus 'Socrates' opgericht. Na de de oprichting van de zelfstandige republiek Indonesië in 1949 werd de vrijmetselarij er verboden en moest deze areopagus in 1960 zijn werkzaamheden staken.

## Appendix
Vrijmetselarij · Beginselen · Geschiedenis · Symbolen · Vrijmetselaarsloge · Ordegrondwet · Obediëntie · Regulariteit en irregulariteit · Ritus · Graden · Grootmeester · Gemengde vrijmetselarij · Para-vrijmetselarij · Antivrijmetselarij · Vrijmetselarij in Nederland · Vrijmetselarij in België
>>> Meer info op Portaal:Vrijmetselarij <<<